# Gaetano Manna
Gaetano Manna (Nàpols nascut al voltant de 1745) fou un mestre de capella i compositor italià.
Era nebot de Gennaro, i com ell, estudià en el Conservatori de Loreto. Fou mestre de capella en diverses esglésies, i es dedicà a compondre música religiosa, figurant entre les seves produccions:
- 11 Misses;
- nou Dixit;
- tres Benedictus;
- un Magnificat;
- un Lauda Sion;
- un Te Deum;
- un Credo;
- un Salm.